# Savonoski River
Der Savonoski River ist ein 73 Kilometer langer Fluss auf der Alaska-Halbinsel im Südwesten des US-Bundesstaats Alaska.

## Verlauf
Der Savonoski River hat seinen Ursprung auf etwa 300 m Höhe an der Nordflanke des 2286 m hohen Mount Steller in der Aleutenkette. Er wird vom Hook-Gletscher gespeist, fließt anfangs etwa zehn Kilometer in nordwestlicher Richtung und wendet sich anschließend nach Westen. In den Savonoski River mündet der Rainbow River von links sowie kurz darauf von Norden kommend der namenlose Abfluss des Lake Grosvenor. Im Unterlauf bildet der Savonoski River einen verflochtenen Fluss mit zahlreichen Flussarmen. Der Savonoski River erreicht schließlich das östliche Ende des Iliuk Arm, ein Teilbecken des Naknek Lakes. Der Savonoski River und sein Einzugsgebiet liegen vollständig innerhalb des Katmai-Nationalparks.
Nahe der Einmündung des Abflusses des Lake Grosvenor befindet sich eine archäologische Fundstätte.